# Dowth
Dowth (irlandés: Dubhadh) es una tumba de corredor neolítica y parte de uno de los tres complejos que forman Brú na Bóinne a las orillas del río Boyne en el condado de Meath, Irlanda.Tiene una data aproximada entre los 2.500 y 2.000 AC. Es el segundo más antiguo después de Newgrange [la cita necesitada] de las tres tumbas principales del Sitio Patrimonio Mundial de Brú na Bóinne  – que forman un complejo de tumbas de corredor (las otras dos son Newgrange y Knowth). Como atracción turística se encuentra menos desarrollado que sus vecinos, en parte porque la recámara es mucho más baja, y en parte porque la decoración es más simple. Fue parcialmente excavado en 1847, aunque fue saqueado por vikingos y mucho antes que ellos por ladrones en periodos anteriores.
El túmulo principal es de gran tamaño, similar al de Newgrange. Es de unos 85 metros (280 pies) de diámetro y 15 metros (50 pies) de alto, y está rodeado de gaurdacantones grandes, algunos de los cuales están decorados.Se encontró cuarzo que había caído afuera de las piedras de contención, lo que sugiere que la entrada a esta tumba estaba rodeaba de un blanco resplandeciente, tal como en Newgrange. Tres piedras alineadas conducen hasta el corredor del montículo desde el oeste.
El corredor largo está cruzado por 3 piedras del umbral y termina en un cuarto cruciforme con un techo con dintel (no tan mensulado como  en Newgrange o Knowth). Muchos de los orthostatos (piedras verticales) del corredor y el cuarto están decorados con espirales, zigzag, rombos y círculos radiados. En el piso hay solo un cuenco de piedra — en bastante mal estado después de que 5.000 años. A mano derecha en un brazo de la cruz lleva hasta otro cuarto largo rectangular (con forma de L) su extensión termina en un umbral bajo. Esta podría ser la parte más antigua de la tumba, más tarde se incorporó el diseño de tumba cruciforme. Esta derrumbado con una piedra laja de 2,4 metros de largo que contiene un bol de piedra ovalado  (una concavidad artificial). Hasta hace poco a la tumba cruciforme se llegaba bajando por una escalera en una jaula de hierro y gateando sobre piedras sueltas. Ahora, el acceso está restringido y todos los restos arqueológicos están protegidas por rejas de metal.
Un guardacantón con tallas de cazoletas o tacitas, una espiral y una flor- como diseño marca la entrada a la segunda tumba, algo más pequeña — con un techo moderno de concreto. Esta tumba tiene unas cuantas piedras decoradas y un solo recoveco grande a mano derecha.
En la entrada al corredor de la tumba cruciforme es un subterráneo de la época cristiana temprana. 
Dowth comparte una celebración solar especial con su vecino Newgrange durante el solsticio de invierno. Martin Brennan, autor de Las Estrellas y las Piedras: Astronomía y Arte Antiguos en Irlanda - Thames y Hudson 1983, descubrió una notable alineación durante el curso de su estudio de diez años en el Valle de Boyne. De noviembre a febrero los rayos del sol del atardecer llegan al corredor y luego al cuarto de Dowth Sur. Durante el solsticio de invierno la luz rasante del sol se mueve a lo largo del lado izquierdo del corredor, y luego llega al cuarto circular, donde hay tres piedras que son iluminadas por el sol.
La piedra central convexa refleja la luz del sol en un recoveco oscuro, iluminando allí las piedras decoradas. Los rayos entonces retrocede lentamente a lo largo del lado derecho del corredor y después de casi dos horas el sol se retira de Dowth Sur.
El yacimiento se encuentra en mal estado de conservación lo que hace que a fecha de 2007 esté cerrado al público.